# Doloave, Banatul de Sud
Doloave (sârbă Dolovo, maghiară Dolova, germană Dolowa) este o localitate în Districtul Banatul de Sud, Voivodina, Serbia.

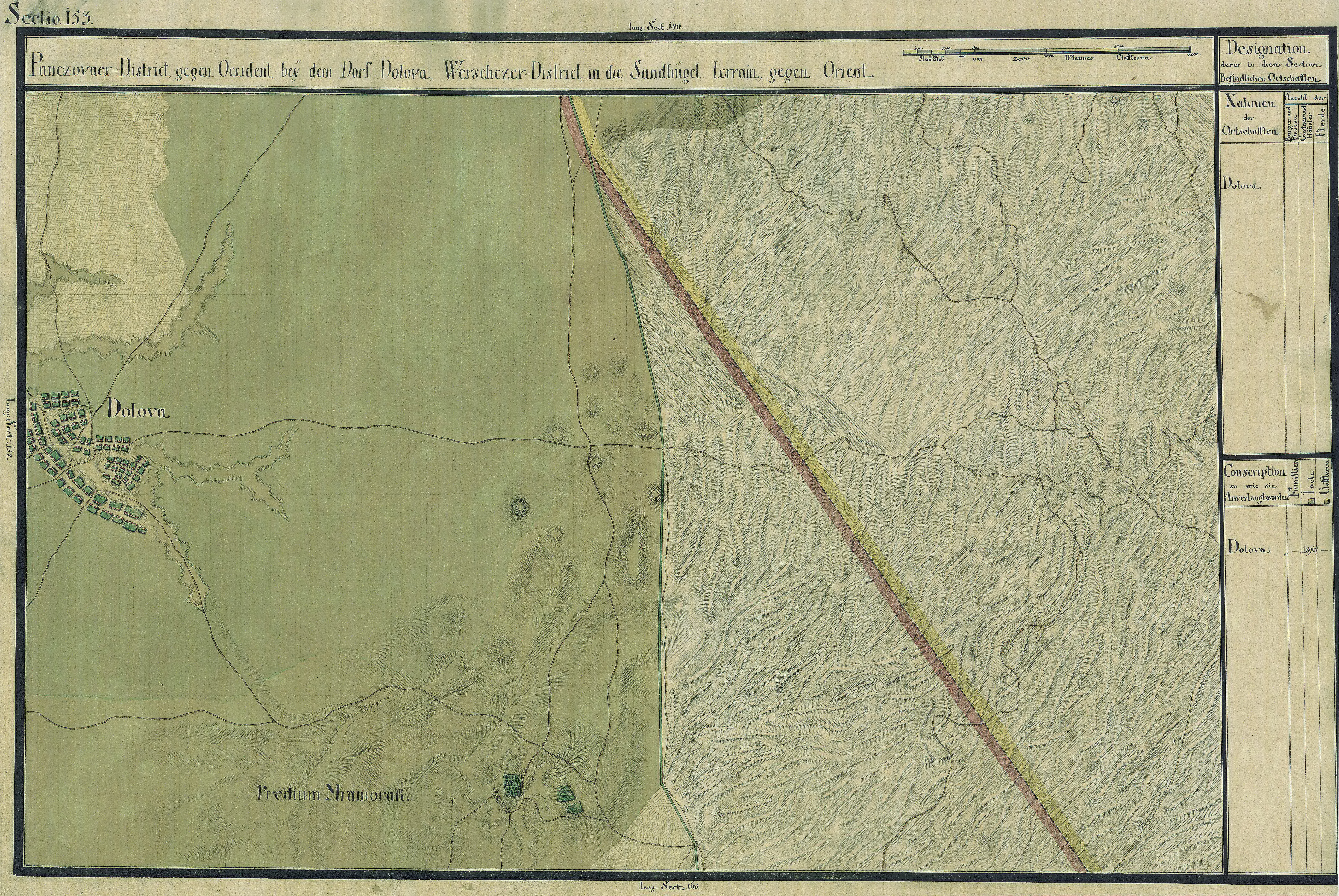
Doloave în Harta Iosefină a Banatului, 1769-72